# 相模原町警察
相模原町警察（さがみはらまちけいさつ）は、かつて存在した神奈川県高座郡相模原町（現在の相模原市）の自治体警察である。

## 概要
旧警察法の施行で従来の神奈川県警察部が解体され、1948年（昭和23年）3月7日に相模原町警察署が設置された。
その後、住民投票の結果、廃止が決定し1952年（昭和27年）6月1日国家地方警察に統合し姿を消した。